# Hungaroring
Hungaroring es un autódromo localizado en Mogyoród, Hungría, a 30 kilómetros del centro de la ciudad de Budapest, que representa un hito histórico en el automovilismo mundial, al ser el primer trazado que albergó una carrera de Fórmula 1 tras el Telón de Acero en 1986.  La construcción del circuito empezó el 1 de octubre de 1985 y fue terminado en ocho meses. El trazado actual tiene una longitud de 4,381 metros; y sus rectas más cortas que las de otros circuitos semejantes, hacen que los adelantamientos en carrera no sean frecuentes.
Desde 1986, Hungaroring alberga anualmente el Gran Premio de Hungría de Fórmula 1, acompañado entre 1998 y 2004 por Fórmula 3000 Internacional y desde 2005 por GP2 Series. Desde su incorporación al calendario de Fórmula 1, ha sido uno de los autódromos más lentos junto con al de Buenos Aires y el de Jerez.
Además de estos certámenes, el circuito ha acogido al Campeonato Mundial de Superbikes desde 1988 hasta 1990; el Campeonato Mundial de Motociclismo en 1990 y 1992; el Campeonato FIA GT desde 1998 hasta 2001, en 2006 y 2009; la Fórmula 3000 Europea en 2006 y 2007; la World Series by Renault y Fórmula Renault 2.0 Europea desde 2007; y Fórmula Master Internacional en 2009. 

## Historia
La historia del Hungaroring está intrínsecamente ligada a la visión expansionista de Bernie Ecclestone, quien inicialmente buscaba organizar un Gran Premio en la Unión Soviética . En 1983, durante el Gran Premio de Mónaco, Ecclestone mantuvo conversaciones decisivas con Tamas Rohonyi, empresario húngaro, quien le recomendó Budapest como alternativa a Moscú . Esta reunión bajo la lluvia monegasca marcaría el inicio de uno de los proyectos más ambiciosos del motorsport europeo de los años 80. El gobierno húngaro, liderado por János Kádár, vio en la Fórmula 1 una oportunidad única para proyectar una imagen moderna de Hungría y demostrar la apertura del país hacia Occidente. La decisión de construir un circuito permanente en lugar de utilizar las calles de Budapest se tomó considerando factores logísticos y de seguridad, optando por un terreno en las afueras de la capital cerca de una autopista importante.
La construcción del Hungaroring comenzó el 1 de octubre de 1985, completándose en un tiempo récord de ocho meses, convirtiéndose en el circuito de Fórmula 1 construido en menor tiempo de la historia. Este logro extraordinario fue posible gracias al trabajo continuo de 500 obreros durante 12 horas diarias, siete días a la semana. La construcción se llevó a cabo en el valle conocido como "Valle de los Tres Manantiales", aprovechando la topografía natural del terreno. El proyecto estuvo dirigido por el arquitecto local István Papp, quien diseñó el trazado adaptándose a las características del valle, con tres lados del circuito rodeados por colinas que proporcionan excelentes condiciones de visibilidad para los espectadores . Durante la construcción surgió un desafío imprevisto cuando se descubrió un manantial subterráneo, obligando a rediseñar una sección del trazado que inicialmente incluía una doble ese, posteriormente eliminada.

## Características

### Configuración del circuito
El Hungaroring presenta características únicas que lo distinguen de otros circuitos del calendario de Fórmula 1, siendo frecuentemente comparado con "Mónaco sin barreras" debido a su naturaleza técnica y la dificultad para adelantar. Con 4,381 km de longitud distribuidos en 14 curvas, el trazado se recorre en sentido horario y requiere 70 vueltas para completar la distancia de carrera de 306,630 km.
La configuración del circuito incluye 8 curvas hacia la derecha y 6 hacia la izquierda, creando un equilibrio que somete especialmente al flanco izquierdo de los neumáticos. La anchura de la pista oscila entre 12 y 14 metros, limitando significativamente las oportunidades de adelantamiento y convirtiendo la estrategia de carrera en un factor crucial.
El circuito presenta desafíos únicos relacionados con su baja utilización y las condiciones climáticas húngaras. La superficie, frecuentemente cubierta de polvo debido al poco uso regular, se convierte paradójicamente más lenta con mayor tráfico, al contrario a otros circuitos donde el engomado mejora las condiciones. Esta característica afecta significativamente la evolución del grip durante los entrenamientos y la carrera. Las altas temperaturas veraniegas, típicas de la región de Budapest en agosto, añaden una dimensión física considerable al desafío, sometiendo tanto a pilotos como a equipos a condiciones extremas . El consumo de combustible de aproximadamente 1,5 kg por vuelta es relativamente bajo, pero las demandas térmicas sobre los neumáticos y componentes mecánicos son sustanciales.

### Trazado
El primer sector del circuito se caracteriza por ser la única sección donde los adelantamientos son realmente viables, destacando la frenada al final de la recta principal y la aproximación a la curva 6. La recta principal, con aproximadamente 700 metros de longitud, permite a los monoplazas alcanzar velocidades máximas de 290-300 km/h antes de la intensa frenada hacia la curva 1. El segundo sector representa el corazón técnico del circuito, caracterizado por una secuencia de curvas enlazadas que no dan respiro a los pilotos. La chicane entre las curvas 6 y 7 constituye una de las secciones más críticas, donde cualquier error se amplifica a lo largo de las curvas subsiguientes. Este sector es particularmente exigente para el equilibrio aerodinámico de los monoplazas. El tercer sector incluye las dos horquillas consecutivas finales del circuito, donde la salida de la curva 14 es crucial para optimizar la velocidad en la recta principal. La configuración del sistema DRS incluye dos zonas: la principal en la recta de meta y una secundaria entre las curvas 1 y 2, con detección 5 metros antes del ápice de la curva 14
A lo largo de su historia, el Hungaroring ha experimentado varias modificaciones significativas para mejorar las oportunidades de adelantamiento y la seguridad. En 1989 se eliminó la chicane en la curva 3, mientras que en 2003 se realizaron modificaciones en las curvas 1 y 12 . Estos cambios han contribuido a mantener la relevancia competitiva del circuito en el contexto de la evolución tecnológica de la Fórmula 1. Estas renovaciones, incluyendo la construcción de nuevos túneles bajo la línea de salida/meta, la ampliación del paddock y la instalación de una nueva cubierta en la tribuna principal, han permitido la extensión del contrato con la Fórmula 1 hasta 2032, garantizando la continuidad del Gran Premio de Hungría en el calendario mundial
La comparación frecuente con el Circuito de Mónaco se debe a las características únicas del Hungaroring que privilegian la configuración aerodinámica de alta carga y la precisión técnica sobre la velocidad pura. Max Verstappen ha descrito acertadamente el circuito como "Mónaco sin barreras pero más estrecho", capturando la esencia de sus desafíos técnicos. Esta naturaleza exige configuraciones similares a las utilizadas en el Principado, con máxima carga aerodinámica y enfoque en el agarre mecánico.

## La Fórmula 1 en Hungaroring
Lewis Hamilton se ha establecido como el piloto más dominante en la historia del circuito, acumulando 8 victorias que lo convierten en el máximo ganador. Su dominio incluye logros como liderar más de 486 vueltas en el circuito, superando el récord histórico de Bill Vukovich en las 500 Millas de Indianápolis cuando formaba parte del calendario de F1.
El Gran Premio inaugural del 10 de agosto de 1986 marcó un hito en la historia de la Fórmula 1, siendo la primera carrera celebrada en territorio comunista. Nelson Piquet logró una victoria histórica con su Williams-Honda tras una intensa batalla con Ayrton Senna, que incluía el famoso adelantamiento en la curva 1 aprovechando la trazada exterior. La carrera atrajo a 200.000 espectadores, estableciendo un récord de asistencia que demostró el enorme apetito del público de Europa del Este por la Fórmula 1
El circuito ha continuado siendo escenario de momentos históricos en la era moderna, incluyendo la primera victoria de Fernando Alonso en 2003, cuando se convirtió en el piloto más joven en ganar un Gran Premio hasta ese momento. 

## Ganadores

### Campeonato de Fórmula 2 de la FIA
| Año  | Piloto                | Escudería                       | Fecha       | Resultados |
| ---- | --------------------- | ------------------------------- | ----------- | ---------- |
| 2017 | Oliver Rowland        | DAMS                            | 29 de julio | Resultados |
| 2017 | Nobuharu Matsushita   | ART Grand Prix                  | 30 de julio | Resultados |
| 2018 | Nyck de Vries         | PREMA PERTAMINA Theodore Racing | 28 de julio | Resultados |
| 2018 | Alexander Albon       | DAMS                            | 29 de julio | Resultados |
| 2019 | Nicholas Latifi       | DAMS                            | 3 de agosto | Resultados |
| 2019 | Mick Schumacher       | PREMA Racing                    | 4 de agosto | Resultados |
| 2020 | Robert Shwartzman     | PREMA Racing                    | 18 de julio | Resultados |
| 2020 | Luca Ghiotto          | Hitech Grand Prix               | 19 de julio | Resultados |
| 2022 | Jack Doohan           | Virtuosi Racing                 | 30 de julio | Resultados |
| 2022 | Théo Pourchaire       | ART Grand Prix                  | 31 de julio | Resultados |
| 2023 | Dennis Hauger         | MP Motorsport                   | 22 de julio | Resultados |
| 2023 | Jack Doohan           | Invicta Virtuosi Racing         | 23 de julio | Resultados |
| 2024 | Kush Maini            | Invicta Racing                  | 20 de julio | Resultados |
| 2024 | Andrea Kimi Antonelli | PREMA Racing                    | 21 de julio | Resultados |
| 2025 | Pepe Martí            | Campos Racing                   | 2 de agosto | Resultados |
| 2025 | Leonardo Fornaroli    | Invicta Racing                  | 3 de agosto | Resultados |

### Campeonato de Fórmula 3 de la FIA
| Año  | Piloto                   | Escudería          | Fecha       | Resultados |
| ---- | ------------------------ | ------------------ | ----------- | ---------- |
| 2019 | Christian Lundgaard      | ART Grand Prix     | 3 de agosto | Resultados |
| 2019 | Marcus Armstrong         | PREMA Racing       | 4 de agosto | Resultados |
| 2020 | Théo Pourchaire          | ART Grand Prix     | 18 de julio | Resultados |
| 2020 | David Beckmann           | Trident            | 19 de julio | Resultados |
| 2021 | Ayumu Iwasa              | Hitech Grand Prix  | 31 de julio | Resultados |
| 2021 | Matteo Nannini           | HWA RACELAB        | 31 de julio | Resultados |
| 2021 | Dennis Hauger            | Prema Racing       | 1 de agosto | Resultados |
| 2022 | Caio Collet              | MP Motorsport      | 30 de julio | Resultados |
| 2022 | Alexander Smolyar        | MP Motorsport      | 31 de julio | Resultados |
| 2023 | Gabriele Minì            | Hitech Pulse-Eight | 22 de julio | Resultados |
| 2023 | Zak O'Sullivan           | Prema Racing       | 23 de julio | Resultados |
| 2024 | Nikita Bedrin            | AIX Racing         | 20 de julio | Resultados |
| 2024 | Nikola Tsolov            | ART Grand Prix     | 21 de julio | Resultados |
| 2025 | Tasanapol Inthraphuvasak | Campos Racing      | 2 de agosto | Resultados |
| 2025 | Rafael Câmara            | Trident            | 3 de agosto | Resultados |